# PGZ-95
PGZ-95 (oznaczenie w Chińskiej Armii Ludowo-Wyzwoleńczej – Typ 95) – chiński samobieżny artyleryjsko-rakietowy zestaw przeciwlotniczy. Pojazd uzbrojony jest w cztery armaty automatyczne kalibru 25 mm i opcjonalnie w cztery pociski QW-2 typu fire and forget. PGZ-95 został po raz pierwszy zaprezentowany w 1999 roku.